# Storia di Alatri

## Origini mitologiche
Secondo la mitologia romana il dio Saturno, una volta spodestato da Giove e cacciato dall'Olimpo, sarebbe venuto nelle terre del Lazio e qui avrebbe fondato Alatri ed altre città (dette città saturnie), dando origine all'età dell'oro. Secondo un'altra leggenda i fondatori di Alatri sarebbero gli antichi ciclopi, ritenuti gli unici in grado di costruirne le possenti mura.

## Preistoria e protostoria

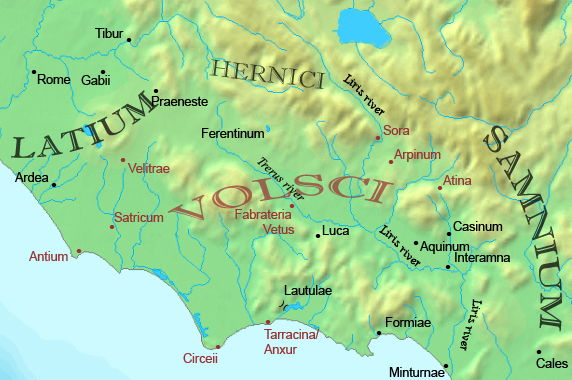
Il Lazio intorno alla metà del IV secolo

Le prime testimonianze della presenza umana nel territorio di Alatri risalgono al periodo calcolitico: una tomba a fossa con il relativo corredo funerario, rinvenuta nel 1878 e riferibile probabilmente a popolazioni seminomadi, che praticavano il rito dell'inumazione.
Ceramiche appartenenti alla cultura proto-villanoviana (età del bronzo finale) e teste di animali scolpite nella roccia lavica, scoperte nel 1959 in località Piedimonte di Canale, testimoniano un successivo stanziamento.

## La città ernica e romana
Alatri è stato uno dei centri della popolazione italica degli Ernici. L'archeologo francese Louis Charles François Petit-Radel (1756-1836) pose la datazione della fondazione di Alatri al XVI secolo a.C. prima della Seconda Colonia Pelasgica, risalente al 1539 a.C.,. Intorno alla metà del VI secolo a.C., le quattro città più importanti degli Ernici (Veroli, Anagni, Alatri e Ferentino) si riuniscono in una confederazione (la Lega Ernica), allo scopo di fronteggiare la pressione dei Volsci e dei Sanniti. Secondo alcune fonti la Lega si sarebbe alleata con la Roma di Tarquinio il Superbo già nel 530 a.C.; gli Ernici entrano comunque a far parte del Foedus Cassianum nel 484 a.C., 8 anni dopo che questo viene promulgato.
I successivi tentativi di espansione di Roma provocano conflitti con la Lega Ernica nel 380 a.C. e nel 362 a.C. Nella successiva rivolta del 306 a.C. Alatri rimane fedele all'alleanza con Roma e ottiene di restare indipendente.

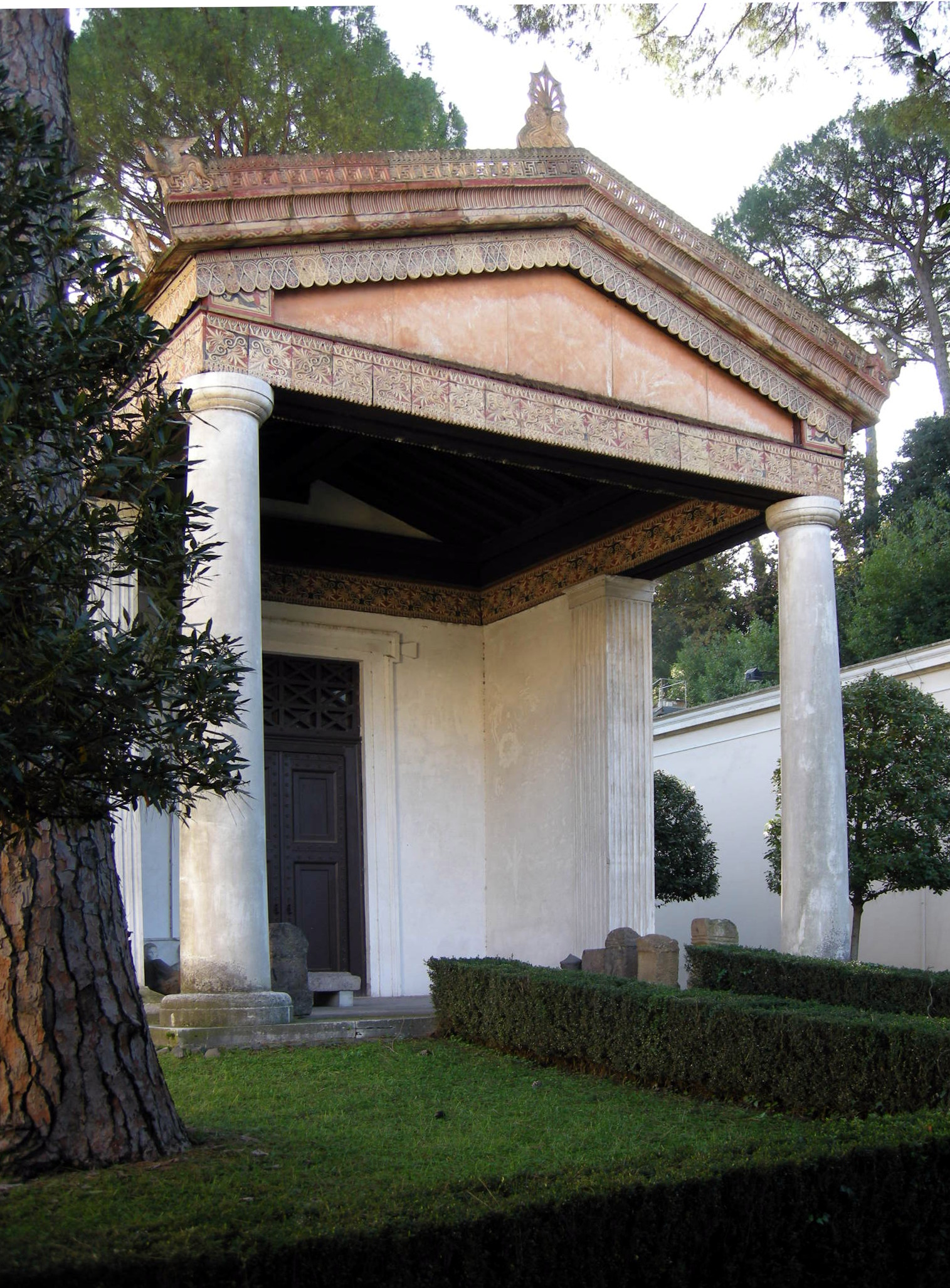
Ricostruzione del tempio di Alatri (Museo nazionale etrusco di Villa Giulia, Roma)

Da questo momento la pace tra Roma e Alatri dura ininterrotta, favorendo un benefico sviluppo culturale ed economico. Alla fedeltà sempre dimostrata fa riferimento il motto che è tuttora nello stemma: Vetustissima et fidelissima civitas Alatrina.
Tra il III e il II secolo a.C. si data un piccolo tempio extraurbano di tipo etrusco-italico, i cui resti (terrecotte architettoniche ed ex voto fittili), che furono rinvenuti nel 1882 a circa un chilometro dall'abitato, sono conservati nel Museo civico di Alatri, mentre nel Museo nazionale etrusco di Villa Giulia a Roma si trova una nota ricostruzione a grandezza naturale del tempio.

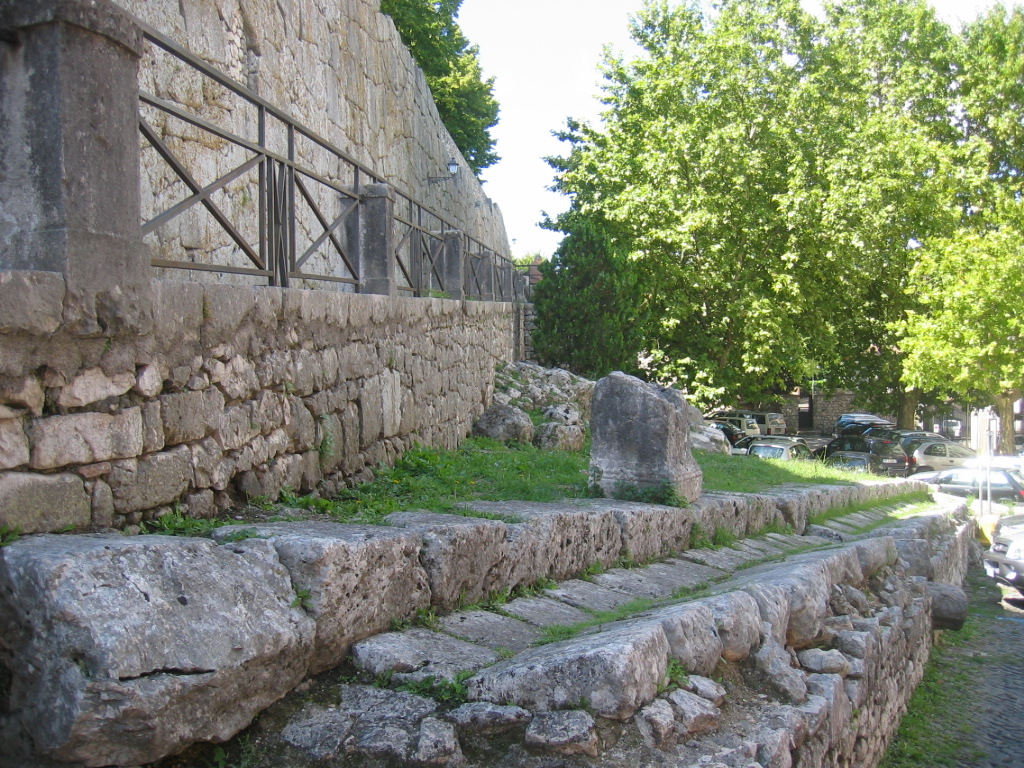
Rovine del portico d'accesso all'acropoli di Alatri voluto dal censore Betilieno Varo

Il lungo periodo aureo vissuto dalla città – per nulla turbata dal minaccioso avvicinarsi dell'esercito di Annibale – ha un culmine nel primo quarantennio del II secolo a.C., in coincidenza con il doppio mandato di censore conferito a Lucio Betilieno Varo (viene nominato in un'iscrizione databile intorno al 90 a.C.), al quale si deve l'efficace riorganizzazione urbanistica e amministrativa della città.
Con la Lex Iulia de civitate, nel 90 a.C. la città riceve un ordinamento pubblico ispirato alle istituzioni romane, ottenendo la piena cittadinanza romana e grandi benefici. L'amministrazione viene affidata a un quadrunvirato eletto tra i membri del Senato cittadino.
La presenza di cristiani ad Alatri non è documentata prima del 380, ma si può supporre che il Cristianesimo sia arrivato già nell'età apostolica, per la conversione dei membri di un insediamento giudaico che risaliva al 63 a.C. e che fu ripopolato nel 49 dopo la cacciata degli Ebrei da Roma, per ordine di Claudio.
La tomba del martire Quinziano nella zona di Chiappitto potrebbe provare la presenza cristiana in città prima del periodo delle persecuzioni, se venisse accertato che quel martire era un fedele del luogo.
Alatri può ritenersi una della più antiche diocesi del periodo subapostolico, creata assieme alle altre 48 del Latium adjectum in età costantiniana, anche se la prima notizia di un suo vescovo, Pascasio, si avrà solo più tardi.

## Medioevo

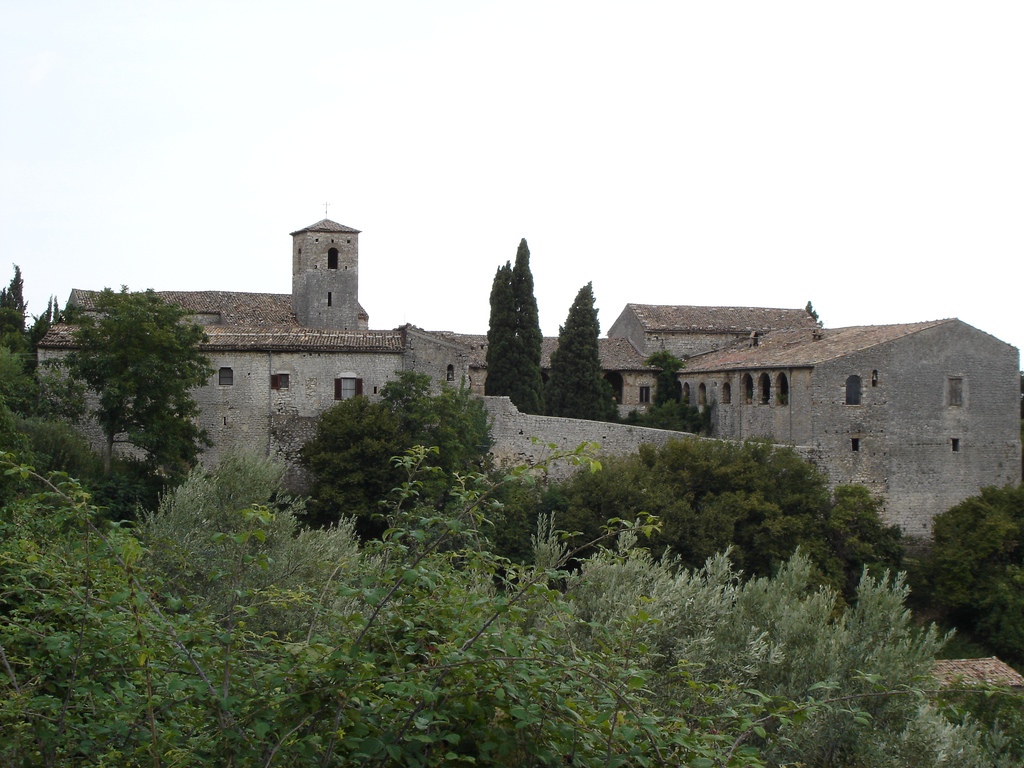
Il protocenobio di San Sebastiano, fondato dal patrizio Liberio: nel 528 ospitò san Benedetto da Norcia.

Dopo la caduta di Roma la città di Alatri subisce un lento processo di decadenza, ed il vescovo diviene l'unica autorità.
La città subisce le invasioni barbariche e la sanguinosa guerra tra Odoacre e Teodorico. Le sorti della città sono momentaneamente sollevate dal prefetto delle Gallie e patrizio romano Liberio che, forte della profonda amicizia prima con Odoacre e poi con Teodorico cerca di tenere estranea la zona alle scorrerie dei barbari. Nel vicino territorio ad oriente di Alatri, Liberio promuove la costituzione, per opera del diacono Servando, del Protocenobio di San Sebastiano, una delle più antiche comunità monastiche d'Occidente, che nel 528 ospita san Benedetto da Norcia e i suoi discepoli Placido e Mauro per una breve sosta durante il loro viaggio da Subiaco a Montecassino.
Ma nel 543 Alatri deve subire l'assedio e il saccheggio da parte di Totila e rimane completamente distrutta. L'anno seguente (544) viene inclusa nel Ducato romano, soggetto formalmente all'Impero Bizantino, ma di fatto controllato dal Pontefice.
A questa epoca risalgono i primi segni storici della presenza di un vescovo della città, Pascasio, che accompagna a Costantinopoli il papa Vigilio e con lui sottoscrive nel 551 la condanna di Teodoro, vescovo di Cesarea in Cappadocia.

### Dopo il Mille
La presenza del cardinale Ugone da Alatri dimostra l'importanza che assume questo centro intorno all'anno 1000. Fin dall'XI secolo Alatri diviene infatti un punto di riferimento per i pontefici costretti da varie traversie ad allontanarsi dalla sede apostolica. Sono le conseguenze delle dispute per la conquista del trono di Pietro e le prime avvisaglie della lotta tra papi e imperatori per stabilire la supremazia dei rispettivi poteri.
È così che Alatri ospita per due mesi Urbano II, cacciato da Roma dall'antipapa Clemente III. Lo stesso Urbano, ricordato per l'intervento a sostegno della prima crociata, ritornerà ad Alatri nel novembre 1093.
Nel 1132 si ha uno degli avvenimenti più sentiti della storia religiosa della città: l'arrivo delle reliquie di papa Sisto I da Roma. Secondo una Narrazione Historica del XIV secolo, le reliquie vengono concesse dal Papa agli abitanti di Alife (che sperano così di far cessare la peste che affligge la città) ma la mula che porta il carico, giunta presso Alatri, non vuole più ripartire e le sacre spoglie, per decisione del Vescovo, sono deposte nella Cattedrale. Di fatto da ciò trae origine la particolare usanza, rispettata ancor oggi, secondo cui il vescovo diocesano neoeletto faccia il suo ingresso in città a cavallo di una mula.

### L'autonomia comunale e l'espansione territoriale

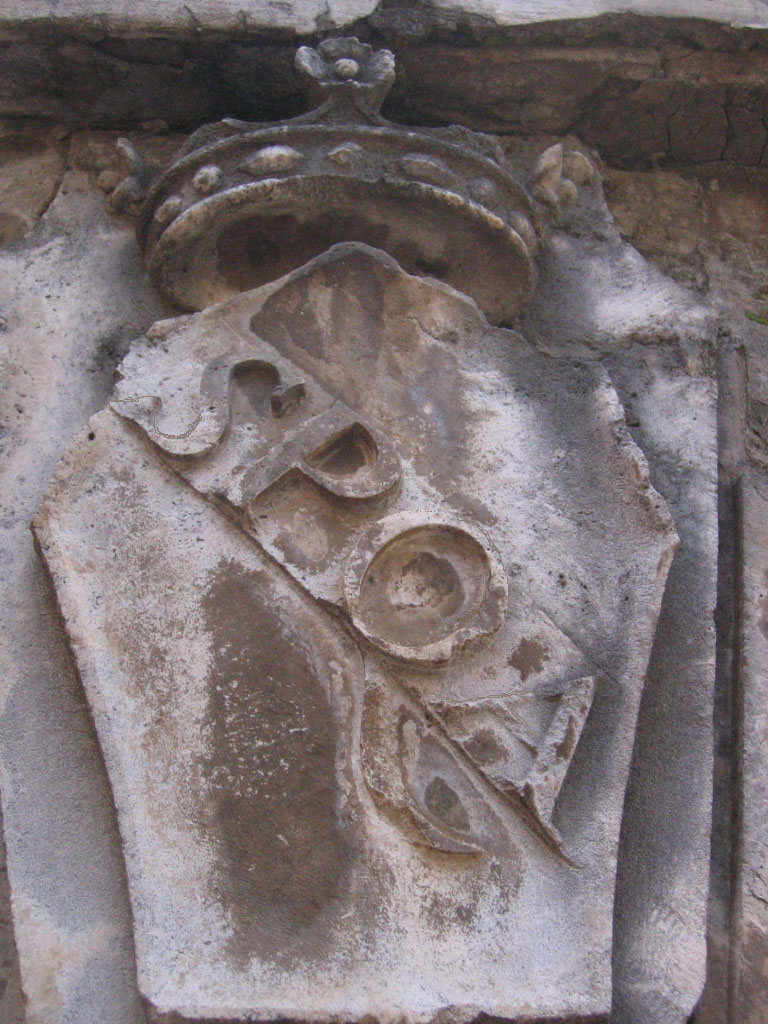
Senatus PopulusQue Alatrinus (SPQA): emblema dell'autonomia comunale

Nel 1173 Alatri conquista l'autonomia comunale, in un periodo in cui la nuova forma istituzionale si va diffondendo nel Lazio: la magistratura dei consoli dura fino al 1241, quando viene eletto il primo podestà. I poteri militari e di polizia sono detenuti dai rappresentanti delle carcìe (i rioni in cui è suddivisa la città) che fungono da riferimento per il popolo; ma i problemi vengono affrontati dal governo locale, con la collaborazione del vescovo e con l'appoggio del papa.

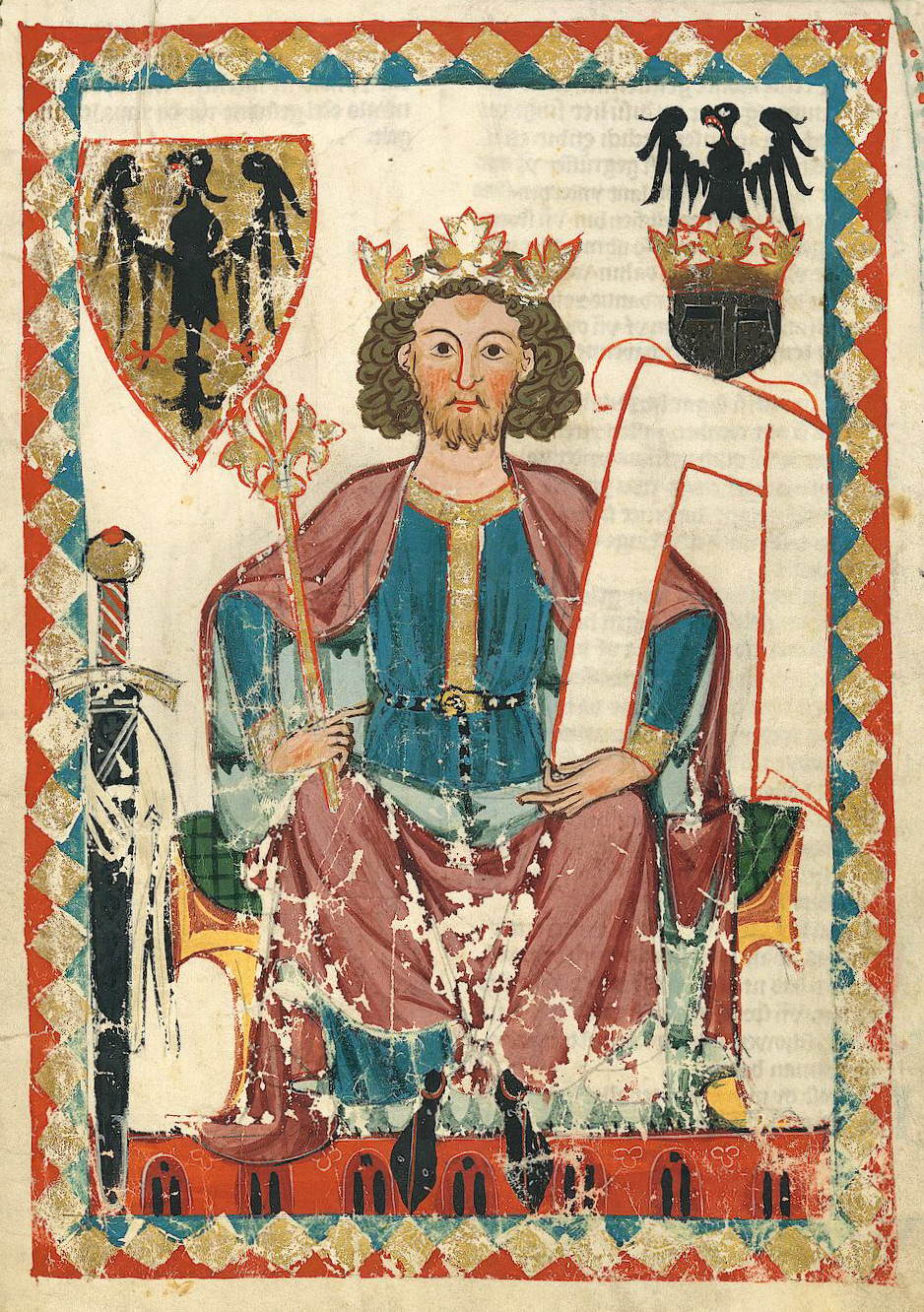
L'imperatore Enrico VI, che pose sotto assedio Alatri nel 1186

Nel 1186 la città, durante le lotte del papato contro l'impero, deve subire l'assedio dell'esercito germanico guidato da Enrico VI (inviato dal Barbarossa per sottomettere le terre della Chiesa) al quale riesce a resistere. Nei successivi conflitti fra Federico II e il papato, Alatri si mantiene fedele al pontefice stipulando fra l'altro un trattato di mutua difesa con Roma.
Nel Duecento il comune alatrino mette in atto una politica di espansione territoriale a danno dei paesi limitrofi: nel 1232 tenta di sottrarre a Collepardo il possesso dei monti attorno a Trisulti; nel 1240, approfittando della politica aggressiva di Federico II, attacca Guarcino. L'anno dopo, Alatri sottomette Collepardo. I collepardesi sono obbligati ad un "ballo sacro" nel giorno della festa del santo patrono alatrino, San Sisto, il mercoledì dopo Pasqua: venticinque abitanti del paese sottomesso sono obbligati a raggiungere Alatri, armati ed accompagnati da un piffero. Dopo aver deposto le armi, ballano in omaggio ai magistrati cittadini e li accompagnano alla cappella del Santo.
L'ultimo paese ad essere aggredito è Ferentino, per il Castello di Tecchiena. Il conflitto per questo castello (non è certo se dipendente da Alatri o autonomo), risale al 1188, quando i ferentinati lo danno alle fiamme.
In questo periodo sarebbe avvenuto quello che è a tutt'oggi ricordato come il miracolo dell'Ostia incarnata: un'ostia trasformatasi in carne, evento attestato da una bolla di papa Gregorio IX nel 1228.

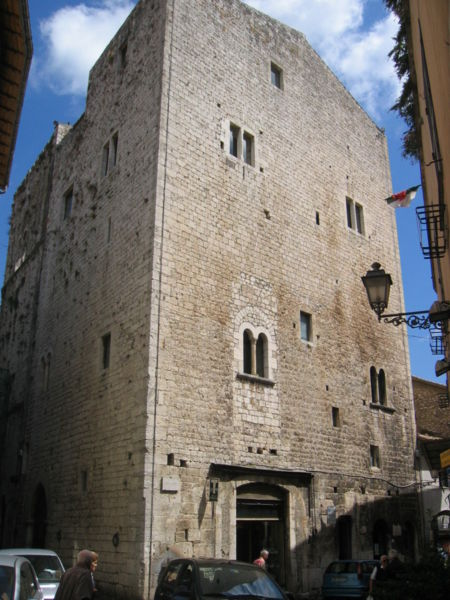
Il palazzo del cardinal Gottifredo di Raynaldo.

Il contrasto tra il papato e gli ultimi imperatori svevi provoca divisioni fra le famiglie nobiliari locali, che si schierano parte con gli svevi, parte con gli angioini. In tali divisioni emerge la figura del cardinale Gottifredo di Raynaldo, podestà dal 1286, che aiuta la città ad attuare un forte periodo di sviluppo economico, monumentale ed edilizio, di cui ci restano importanti testimonianze.
In seguito Alatri sottomette Trivigliano e durante la guerra dei Vespri aggredisce Vico nel Lazio. Ma violente discordie scoppiano tra le fazioni nobiliari della città. Nonostante l'intervento papale, le lotte civili durano fino al 1296, quando la situazione si risolve con un'azione giudiziaria.
All'inizio del XIV secolo, a seguito della cattura di papa Bonifacio VIII, Alatri, assieme a Ferentino e diversi baroni dei luoghi, si schiera contro la famiglia dei Caetani; ma nel corso del 1305 il partito nobiliare viene spodestato dagli artigiani e dai mercanti, che passano con i Caetani. Riesce il tentativo di assoggettare Vico, ed anche Frosinone è costretta ad un patto in forza del quale deve partecipare al Parlamento di Alatri e fornire truppe al comune ernico, pur con le proprie insegne.

### Le dominazioni e le Costituzioni Egidiane: perdita dell'autonomia

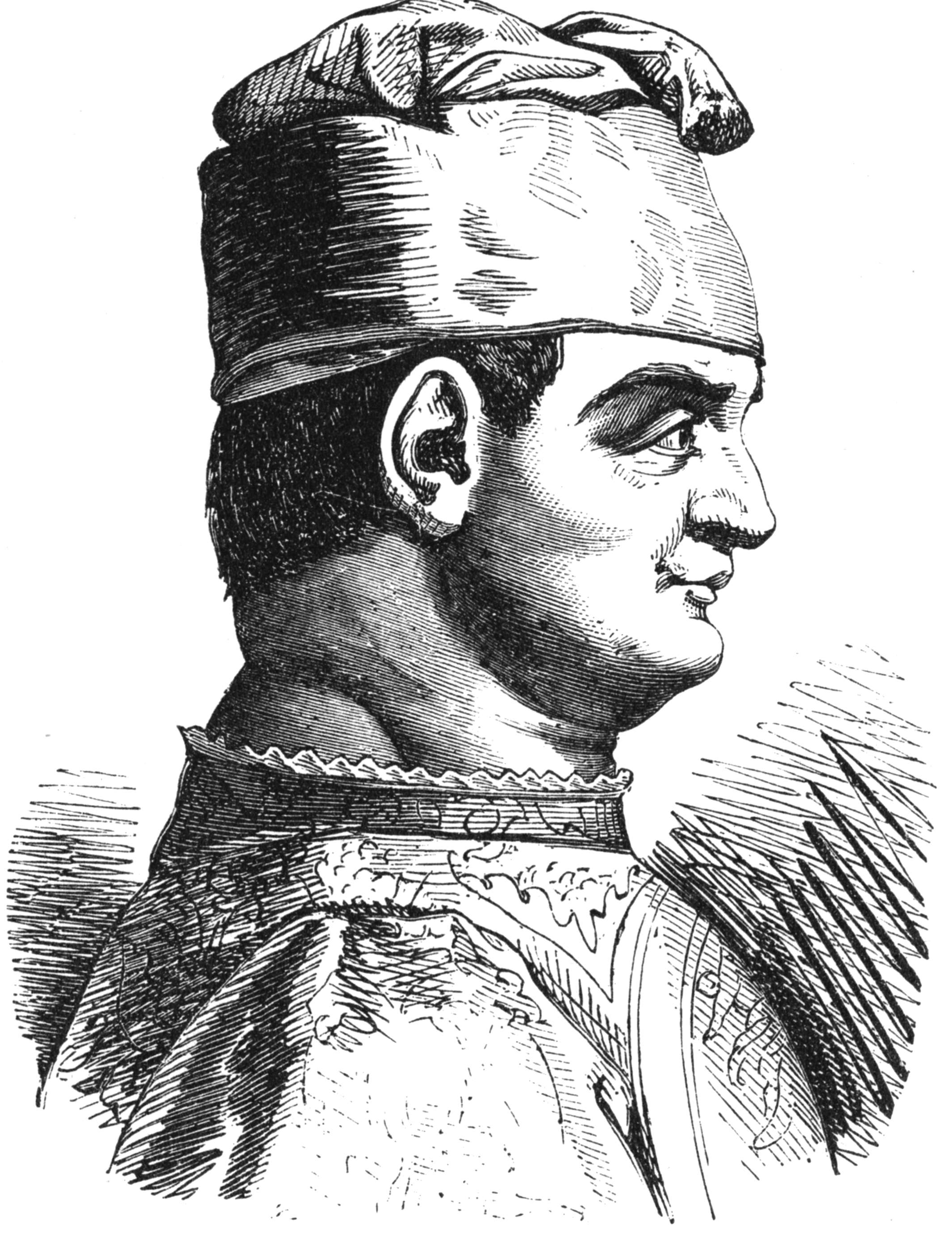
Filippo Maria Visconti, signore della città nel 1434

La cattività avignonese del papato coincide con l'inizio di una fase discendente. Alatri nel 1334 subisce la baronia di Francesco De Ceccano, che occupa l'acropoli, venendo però cacciato due anni dopo: da questo momento sulla città alta, distrutte le fortificazioni e le abitazioni civili, resta la sola Cattedrale e la popolazione si concentra nella parte bassa.
Le successive Constitutiones Aegidianae promulgate da Egidio Albornoz nel 1357 obbligano la città a restituire la signoria su Trivigliano al papato, e quella su Torre ai Caetani. Durante la podestà del cardinale Albornoz l'autonomia comunale va incontro ad una notevole riduzione.
Durante lo scisma d'occidente la città, occupata dalle milizie papali, rimane forzatamente fedele a Urbano VI. La presenza delle milizie non impedisce però a Onorato I Caetani di entrare in città e catturare quaranta nobili. Gli abitanti, per timore di altre scorrerie, nominano loro signori Adenolfo e Ildebrandino Conti, sottraendo per qualche tempo il potere all'autorità centrale.
Nel Quattrocento la cittadina si trova a dover sciogliere una serie di controversie territoriali con Veroli e Frosinone e a sedare il tentativo di Collepardo di tornare all'autonomia: a ciò si aggiunge il dominio durazzesco sulla città da parte di re Ladislao I di Napoli (1408-1414), che divide nuovamente la città in fazioni. Il nuovo papa, Martino V Colonna, approfitta della situazione di sottomissione per infeudare ai suoi familiari i castelli sottoposti ad Alatri.
In seguito, salvo la breve signoria di Filippo Maria Visconti nel 1434, la città deve ormai sottostare al diretto potere pontificio, che si fa più soffocante e contribuisce all'inizio di un nuovo periodo di decadenza.

## Età moderna

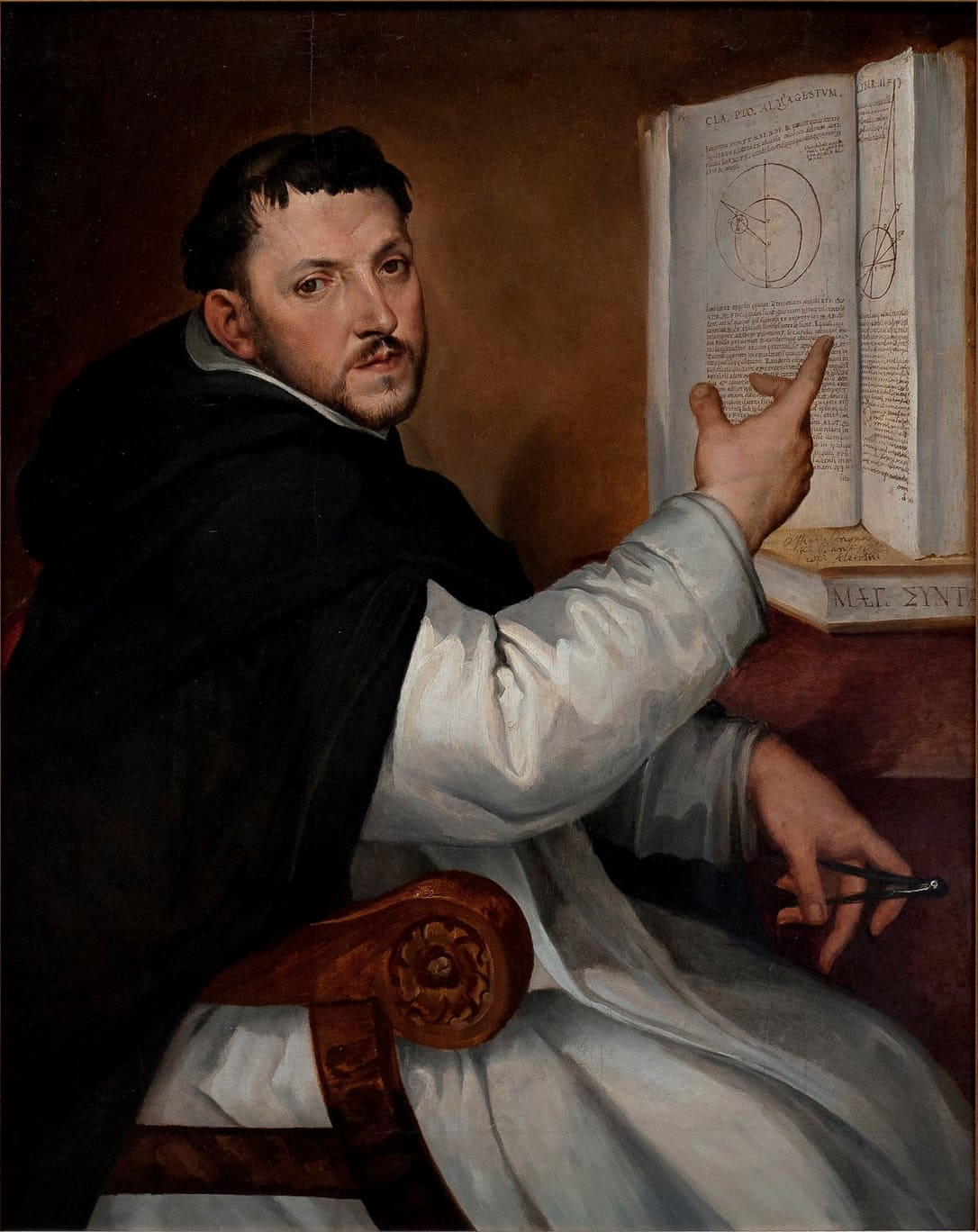
Il vescovo Egnazio Danti

Nel XVI secolo lo Stato della Chiesa è sottoposto ad una serie di sconvolgimenti politici, militari e sociali. In particolare il Sacco di Roma del 1527 e la successiva occupazione spagnola lasciano anche Alatri impoverita e a dover fronteggiare la peste. La situazione economica si aggrava anche a causa di lunghe lotte con i comuni vicini, non sempre favorevoli: si vede infatti occupata da Cesare di Caietani di Filettino e costretta a pagare tremila scudi per riottenere la propria autonomia. Durante la guerra scoppiata tra papa Paolo IV e Filippo II re di Napoli, nel 1556, è addirittura occupata militarmente dal duca d'Alba Fernando Álvarez de Toledo.
Per sopperire ai bisogni della comunità, il vescovo Egnazio Danti intervenne con un riuscito programma di riorganizzazione sociale e religiosa secondo le disposizioni del Concilio di Trento, che culminerà nell'istituzione del Seminario Diocesano. Tuttavia l'evento di maggior rilievo che caratterizza il breve episcopato dell'illustre vescovo e scienziato è il ritrovamento nel 1584 dell'urna contenente le reliquie del corpo di San Sisto, nascosta dagli alatrini molti anni prima per paura del saccheggio e della profanazione.
Il XVII secolo per Alatri è segnato da due terremoti, nel 1617 e nel 1654, e nuovamente dalla peste, che colpisce la città nel 1656.
Nel Settecento viene attuata una riforma delle istituzioni locali, sostituendo i parlamenti con organismi più snelli, sempre formati su base sociale. La città raggiunge nel frattempo gli ottomila abitanti, e nel 1729 viene istituito il Collegio delle Scuole Pie ad opera dei Padri Scolopi.

## Età contemporanea

### Conseguenze della Rivoluzione Francese
La proclamazione della Repubblica Romana nel 1798 suscita un grande fermento in città ed un discreto seguito per le idee giacobine francesi, ed emerge un ceto dirigente filofrancese, abbattuto però, nel luglio 1798, da una ribellione che sfocia in un massacro. Tuttavia, nel riordino politico-amministrativo della provincia pontificia di Campagna e Marittima (che cambia nome in Dipartimento del Circeo), Alatri è elevata a capo cantone di un vasto territorio comprendente Collepardo, Vico nel Lazio, Trivigliano e Fumone.
Dal 1809 al 1814 la città subisce il dominio accentratore e anticlericale dell'impero napoleonico, che porterà alla deportazione in Francia di molti dissidenti e del vescovo Giuseppe Della Casa.
Alatri, nonostante le lotte interne e contro i francesi, riesce a ripristinare l'autorità papale prima degli altri comuni pontifici, e viene inclusa nella Delegazione di Frosinone.

### La Restaurazione e il Risorgimento
La Restaurazione produce un periodo di incertezza politica con lotte per il potere; a ciò si aggiunge il fenomeno del brigantaggio, nel quadro dell'arretratezza generale dello Stato pontificio. Vari i tentativi di migliorare la situazione, anche sotto il profilo culturale, quali l'istituzione di una cattedra di Diritto presso il collegio degli Scolopi e la fondazione di un'Accademia ernica; Gregorio XVI (la cui visita in città nel 1843 è l'occasione per lavori di recupero e valorizzazione dell'Acropoli) promuove riforme nell'istruzione ed opere pubbliche, Pio IX nel 1863 provvederà alla costruzione dell'acquedotto di Trovalle (ancora funzionante). Ma non vengono avviati i provvedimenti più urgenti, di natura economica e sociale. Nel 1830 un tentativo di sommossa popolare finisce con l'arresto dei due popolani promotori.
A seguito dell'instaurazione della Seconda Repubblica romana da Alatri partono una decina di volontari, che si uniscono al battaglione Durando per la difesa della Repubblica: seguendo Garibaldi nel tentativo di raggiungere Venezia alcuni cadranno in combattimento, altri resisteranno fino alla fine.
Il patriota alatrense Sisto Vinciguerra, avvocato, viene eletto deputato alla Costituente romana. Con il ritorno dell'autorità pontificia deve recarsi in esilio a Genova dove rimane fino al 1871.
In seguito all'unificazione della penisola, la popolazione raggiunge i tredicimila abitanti e si attua un potenziamento dei servizi di assistenza.

### Il primo Novecento
Con l'inizio del XX secolo vi è un certo incremento dell'attività artigiana da cui ha inizio un vivace progresso che con poche interruzioni dura ancora ai nostri giorni. Nello stesso tempo aumenta con rapidità la popolazione e naturalmente si accresce l'area del centro abitato che supera assai presto l'antica cerchia muraria.
Fiorisce anche la vita letteraria e politica: si segnalano le figure di Luigi Ceci, socio della Regia Accademia dei Lincei e professore ordinario di storia comparata delle lingue classiche all'università di Roma, di padre Luigi Pietrobono, celebre dantista ed intimo amico di Giovanni Pascoli, nonché quello del canonico Luigi De Persiis, profondo e autorevole storico della città.
In questo periodo si assiste a profonde modificazioni socio-culturali che permettono il passaggio da una società pseudo-medioevale ad una moderna. Nel 1917 l'inaugurazione di una rete ferroviaria vicinale, che collega Alatri con Roma, fa cadere l'isolamento in cui si trova la città, fino ad allora lontana dalle principali vie di comunicazione. La stazione di Alatri rimarrà in funzione fino al 1978.
Le lotte politiche del primo dopoguerra vengono segnate anche da scontri fra il forte partito cattolico e l'emergente fascismo.

### La seconda guerra mondiale e il campo delle Fraschette
Seguendo le sorti della monarchia italiana, ormai tragicamente vincolata al regime fascista, la città subirà pesanti perdite umane durante la seconda guerra mondiale: un pesante numero di vittime, con la rovina di molti monumenti e abitazioni, si ha durante l'occupazione tedesca del 1944. Notevole è il movimento di resistenza.
Nel 1941 le autorità militari istituiscono nel territorio di Alatri il campo di concentramento delle Fraschette, dove vengono internati civili italiani e stranieri e prigionieri di guerra, in particolare jugoslavi e greci. Rimane in funzione fino al 19 aprile 1944.

### Lo sviluppo nel dopoguerra
Dopo la guerra, anche se l'industrializzazione non prende piede nel territorio, Alatri diviene una città florida economicamente. Spariscono il latifondo e anche il tradizionale artigianato, ormai poco produttivo, ma in compenso si potenziano le attività commerciali. La rapida estensione della città fa sì che vaste aree al di fuori del centro storico vengano urbanizzate: in particolare Civette, che diventa una delle zone più popolose della città e il suo decimo rione, e Colleprata, dove sorgono soprattutto ville e case a schiera.
Nel 1984 Alatri riceve la visita di papa Giovanni Paolo II, invitato in occasione del 400º anniversario del ritrovamento delle reliquie del patrono San Sisto. È presente l'allora ministro degli Esteri, Giulio Andreotti. Le autorità cittadine conferiscono al Pontefice la cittadinanza onoraria.
Una notevole crisi delle istituzioni comunali, iniziata alla fine degli anni '80 e contraddistinta da dispute interne all'allora partito di maggioranza, la Democrazia Cristiana, porta ad un grave dissesto finanziario sancito con un atto ufficiale da parte del consiglio comunale il 5 gennaio 1991 con sindaco Silvio Tagliaferri.
Dopo la gestione commissariale del 1992, il rinnovato consiglio comunale non riesce ad esprimere coalizioni unite e nel 1993 vengono eletti ben due sindaci, Lucia Padovani e Gianni Astrei, le cui brevi esperienze alla guida della città (rispettivamente 120 e 78 giorni) testimoniano il perdurare delle gravi difficoltà politico-amministrative.
Nel 1994 si ha per la prima volta l'elezione diretta del primo cittadino, che conferisce la necessaria stabilità alla vita amministrativa della città consentendo così un nuovo sviluppo. Sindaco viene eletto l'avvocato Patrizio Cittadini, leader della lista civica "Programma Alatri", che batte al secondo turno, con soli 46 voti di scarto, Antonello Iannarilli, presentatosi con Forza Italia. Nei quattro anni di amministrazione Cittadini, vengono potenziati i servizi primari, specialmente l'illuminazione pubblica, la rete fognaria, la rete idrica e la viabilità; viene dato impulso ai servizi sociali, con una maggiore attenzione prestata alle fasce più deboli, e alla cultura, con la riapertura del museo civico e del Chiostro di San Francesco nonché con l'organizzazione della Biennale d'arte contemporanea.
Nel 1998, Patrizio Cittadini si presenta di nuovo all'elettorato, sostenuto oltre che da "Programma Alatri", dal Partito Popolare Italiano e dai Democratici di Sinistra: vince al primo turno, con oltre il 60% dei consensi, battendo Pierino Malandrucco, candidato da una coalizione eterogenea composta da Forza Italia, Alleanza Nazionale e fuoriusciti dai Ds e dal Ppi. Pochi voti ottengono gli altri candidati Gianfranco De Santis (Ccd) e Silvio Tagliaferri (lista civica "La Meridiana"). Durante il secondo mandato di Cittadini, vengono avviati importanti lavori pubblici per l'ampliamento del cimitero civico e per la costruzione della rete per il gas metano.
Nel 2002, la coalizione di centro-sinistra, guidata sempre dalla lista civica "Programma Alatri", candida l'ingegner Giuseppe Morini, vicesindaco nel secondo mandato di Cittadini, che vince le elezioni al secondo turno, superando il candidato del centro-destra il dottor Costantino Magliocca. L'esperienza di Morini si chiude però anticipatamente nel 2005 per contrasti interni alla sua coalizione.
Alle elezioni comunali del 2006, il centro-destra candida nuovamente il dottor Costantino Magliocca che, al primo turno, batte con oltre il 50% delle preferenze, l'avvocato Patrizio Cittadini, che si ripresenta ancora una volta alla testa di una coalizione di centro-sinistra.
Nel frattempo si presenta il fenomeno dell'immigrazione, che pone la necessità dell'integrazione dei nuovi arrivati.